# Kianoush Rostami

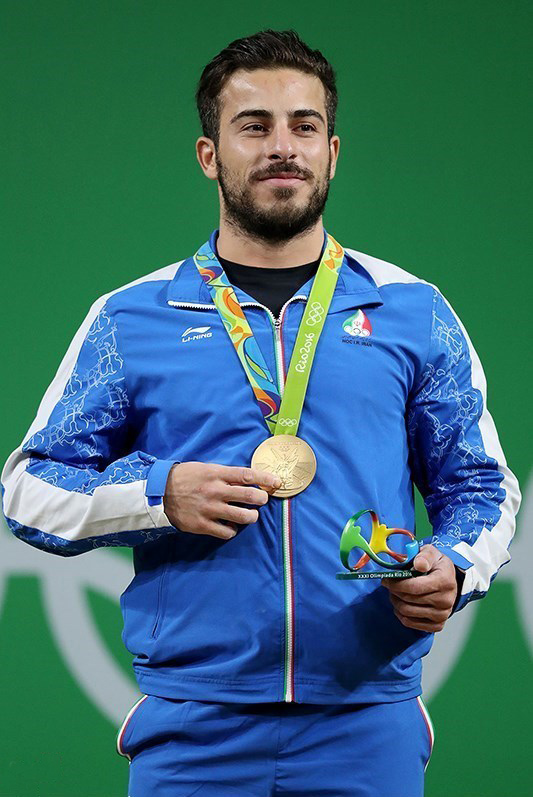
Kianoush Rostami bei den Olympischen Spielen 2016 in Rio de Janeiro

Kianoush Rostami (* 23. Juli 1991 in Eslamabad-e Gharb, Provinz Kermanschah, Iran) ist ein iranischer Gewichtheber. Er ist mehrfacher Weltmeister und gewann bei den Olympischen Spielen 2016 die Goldmedaille im Leichtschwergewicht.

## Werdegang
Kianoush Rostami begann als Kind im Alter von 10 Jahren mit dem Gewichtheben, nachdem ihn ein älterer Bruder zum Gewichtheber-Training mitnahm. Vorher war er Turner. Er gehört dem Sportclub Melli Haffari Ahvaz an. Seit 2014 ist Faraz Ramhormozi sein Trainer. Kianoush Rostami trainiert mindestens viermal am Tag und zurzeit ist Gewichtheben auch sein Beruf, weil dieses intensive Training überhaupt keine anderen Beschäftigungen zulässt. Bei einer Größe von 1,73 Metern startete er zunächst im Leichtgewicht, wuchs aber im Laufe der Jahre über das Mittelgewicht in das Leichtschwergewicht hinein.
Noch als Junior wurde er 2008 erstmals bei einer internationalen Meisterschaft, der Asienmeisterschaft in Kanazawa/Japan eingesetzt. Er startete im Leichtgewicht und bewältigte im Reißen 131 kg. Mit dieser Leistung kam er in dieser Teildisziplin auf den 10. Platz. Im Stoßen schaffte er keinen gültigen Versuch, so dass er ohne Zweikampfleistung unplatziert blieb.
2010 wurde er bei der Junioren-Weltmeisterschaft (U 20) in Sofia im Mittelgewicht mit einer Zweikampfleistung von 347 kg (160–187) dreifacher Titelträger (Zweikampf, Reißen und Stoßen). Er wurde daraufhin im September 2010 in Antalya im Alter von 19 Jahren auch erstmals bei der Weltmeisterschaft der Senioren eingesetzt. Er erreichte dort im Mittelgewicht im Zweikampf 354 kg (161–193) und kam damit auf den 4. Platz. Mit seiner Leistung im Reißen von 161 kg gewann er eine WM-Bronzemedaille und damit die erste Medaille bei Weltmeisterschaften der Senioren.
2011 kam Kianoush Rostami bei der Asienmeisterschaft in Tongling im Leichtschwergewicht im Zweikampf auf 363 kg (162–201) und belegte mit dieser Leistung hinter dem chinesischen Olympiasieger von 2008 Lu Yong, der auf 385 kg (173–212) kam, den 2. Platz. Zwei Monate später wurde er in Penang Junioren-Weltmeister im Leichtschwergewicht. Er steigerte sich dabei im Zweikampf auf 378 kg (168–210) und siegte damit vor dem Russen Apti Auchadow, der im Zweikampf ebenfalls auf 378 kg (172–206) kam, aber etwas schwerer war als Kianoush Rostami. Im November 2011 wurde er schließlich auch noch bei der Weltmeisterschaft der Senioren in Paris eingesetzt. Er steigerte sich dort im Zweikampf auf 382 kg (173–209) und damit etwas überraschend Weltmeister im Zweikampf und im Stoßen. Er verwies damit Benjamin Hennequin, Frankreich, 378 kg (170–208) und Adrian Zieliński, Polen, 376 kg (174–202) auf die nächsten Plätze.
Im April 2012 wurde Kianoush Rostami bei der Asienmeisterschaft in Pyoengtaek/Südkorea im Leichtschwergewicht von seinem Landsmann Sourab Moradi auf den 2. Platz verwiesen. Er erzielte dabei im Zweikampf 383 kg (172–211), während Moradi auf 388 kg (172–216) kam. Beide Sportler wurden vom iranischen Gewichtheber-Verband dann auch bei den Olympischen Spielen 2012 in London eingesetzt. Beide konnten dort aber gemessen an ihren Möglichkeiten nicht überzeugen. Während Sourab Moradi im Reißen mit 166 kg drei Fehlversuche hatte, gelang Kianoush Rostami sowohl im Reißen mit 171 kg und im Stoßen mit 209 kg jeweils nur ein Versuch. Im Reißen schaffte er zweimal 174 kg nicht und im Stoßen versagte er zweimal bei dem Versuch, sich mit 214 kg doch noch den Olympiasieg zu sichern. Mit 380 kg (171–209) im Zweikampf gewann er im Nachhinein eine olympische Silbermedaille, nachdem der gedopte Apti Auchadow 2016 überführt worden war. Olympiasieger wurde Adrian Zielinski mit 385 kg (174–211).
Nach Differenzen mit dem iranischen Gewichtheber-Verband wurde Kianoush Rostami im Jahre 2013 bei keinen internationalen Meisterschaften eingesetzt. Nachdem diese Differenzen ausgeräumt worden waren, konnte er 2014 seine internationale Karriere fortsetzen. Im September 2014 startete er bei den Asienspielen in Incheon/Südkorea. Er erzielte dabei im Leichtschwergewicht 380 kg (172–208), musste sich damit aber dem Chinesen Tian Tao, der auf 381 kg (163–218) kam, geschlagen geben. Bei der Weltmeisterschaft in Almaty war er in noch besserer Form und erzielte im Zweikampf 391 kg (178–213). Mit dieser Leistung siegte er vor Iwan Markow aus Bulgarien, der auf 390 kg (179–211) kam. Freilich stand dieser Sieg auf des Messers Schneide, denn Kianousch Rostami hatte im Stoßen zunächst mit 211 kg und 212 kg zwei Fehlversuche, bewies seine Nervenstärke aber dann im dritten Versuch, in dem er 213 kg bewältigte.
Bei den Olympischen Sommerspielen 2016 in Rio de Janeiro holte er in seiner Gewichtsklasse im Zweikampf mit einem neuen Weltrekord von 396 kg die erste Goldmedaille dieser Olympischen Spiele für den Iran.
Nach dem schweren Erdbeben von Kermānschāh im November 2017 sammelte Rostami gemeinsam mit anderen Athleten Hilfsgüter für die Opfer des Bebens und versteigerte seine Goldmedaille von 2016 um für diesen Zweck Geld zu sammeln.

## Internationale Erfolge
| Jahr | Platz  | Wettbewerb                                | Gewichtsklasse | Ergebnisse |
| 2008 | unpl.  | Asienmeisterschaft in Kanazawa/Japan      | Leicht         | nach 131 kg im Reißen, drei Fehlversuche im Stoßen; Sieger: Tang Fei, China, 317 kg (140–177)                               |
| 2010 | 1.     | Junioren-WM (U 20) in Sofia               | Mittel         | mit 347 kg (160–187), vor Wiktor Charchenko, Russland, 331 kg (145–186) und Albert Sajachow, Russland, 330 kg (150–180)     |
| 2010 | 4.     | WM in Antalya                             | Mittel         | mit 354 kg (161–193); Sieger: Tigran Geworg Martirosjan, Armenien, 373 kg (173–200) vor Lu Xiaojun, China, 370 kg (170–200) |
| 2010 | 6.     | Asienspiele in Guangzhou/China            | Leichtschwer   | mit 365 kg (165–200); Sieger: Lu Yong, China, 376 kg (173–203) vor Mansurbek Chaschemow, Usbekistan, 372 kg (172-100)       |
| 2011 | 2.     | Asienmeisterschaft in Tongling/China      | Leichtschwer   | mit 363 kg (162–201), hinter Lu Yong, 385 kg (173–212)                                                                      |
| 2011 | 1.     | Junioren-WM (U 20) in Penang              | Leichtschwer   | mit 378 kg (168–210), vor Apti Auchadow, Russland, 378 kg (172–206) und Egor Klimonow, Russland, 360 kg (160–200)           |
| 2011 | 1.     | WM in Paris                               | Leichtschwer   | mit 382 kg (173–209), vor Benjamin Hennequin, Frankreich, 378 kg (170–208) und Adrian Zielinski, Polen, 376 kg (174–202)    |
| 2012 | 2.     | Asienmeisterschaft in Pyoengtaek/Südkorea | Leichtschwer   | mit 383 kg (172–211), hinter Sourab Moradi, Iran, 388 kg (172–216)                                                          |
| 2012 | Silber | OS in London                              | Leichtschwer   | mit 380 kg (171–209), hinter Adrian Zielinski, 385 kg (174–211); Apti Auchadow wurde wegen Dopingbetrugs disqualifiziert    |
| 2014 | 2.     | Asienspiele in Incheon/Südkorea           | Leichtschwer   | mit 380 kg (172–208), hinter Tian Tao, China, 381 kg (163–218)                                                              |
| 2014 | 1.     | WM in Almaty                              | Leichtschwer   | mit 391 kg (178–213) vor Iwan Markow, Bulgarien, 390 kg (179–211) und Artjom Okulow, Russland, 385 kg (174–211)             |
| 2016 | Gold   | OS in Rio de Janeiro                      | Leichtschwer   | mit 396 kg (179–217) vor Tian Tao, China, 395 kg (178–217) und Gabriel Sîncrăian, Rumänien, 390 kg (173–217)                |

## WM-Einzelmedaillen
- WM-Goldmedaillen: 2011/Stoßen – 2014/Stoßen
- WM-Silbermedaillen: 2014/Reißen
- WM-Bronzemedaillen: 2010/Reißen – 2011/Reißen

Erläuterungen
- alle Wettkämpfe im Zweikampf, bestehend aus Reißen und Stoßen
- OS = Olympische Spiele, WM = Weltmeisterschaft
- Leichtgewicht, Gewichtsklasse bis 69 kg, Mittelgewicht, bis 77 kg und Leichtschwergewicht, bis 85 kg Körpergewicht